# Bryan Sallier
Bryan Ruston Sallier (Port Arthur, Texas, 8 de noviembre de 1969) es un exjugador de baloncesto estadounidense, cuya mayor parte de su carrera deportiva transcuyó en distintos clubes europeos, principalmente de la liga ACB española, competición de la que se proclamó campeón en la temporada 1997-98 cuando militaba en las filas del TDK Manresa.

## Trayectoria

### Clubes
| Club                  | País           | Año       |
| --------------------- | -------------- | --------- |
| Westchester Stallions | Estados Unidos | 1993      |
| Argal Huesca          | España         | 1993      |
| Le Mans Sarthe Basket | Francia        | 1994-1995 |
| Baloncesto León       | España         | 1995-1996 |
| TDK Manresa           | España         | 1996-1998 |
| Unicaja Málaga        | España         | 1998-2000 |
| Cáceres CB            | España         | 2000-2001 |
| Lleida Bàsquet        | España         | 2001-2002 |
| Adecco Estudiantes    | España         | 2002      |
| Criollos de Caguas    | Puerto Rico    | 2003      |
| Cáceres CB            | España         | 2003      |
| Bilbao Basket Berri   | España         | 2004      |
| CB Tarragona          | España         | 2004      |

## Palmarés
- 1997/98 Campeón de la liga ACB con el TDK Manresa.
- 2003/04 Campeón de la liga LEB con el Bilbao Basket Berri.